# Telipogon boissierianus
Telipogon boissierianus es una especie  de orquídea epifita. Es originaria de Sudamérica. 

## Descripción
Es una orquídea de pequeño tamaño, con hábitos de epífita y rastrera, con ramificación hacia el ápice del tallo y que lleva hojas dísticas, uniformemente espaciadas, carnosas, conduplicadas y basalmente juntando las hojas. Florece en el final de la primavera y principios del verano en una inflorescencia terminal, erecta, alargada, cilíndrica, inflorescencia sin alas que lleva sucesivamente pocas flores.

## Distribución y hábitat
Se encuentra en el sur de Ecuador y Perú en los bosques de matorral nubosos y herbáceos en las elevaciones alrededor de 3.200 metros.   

## Taxonomía
Telipogon boissierianus fue descrita por Heinrich Gustav Reichenbach y publicado en Bonplandia 4: 213. 1856.
Etimología
Telipogon: nombre genérico que deriva de las palabras griegas: "telos", que significa final o punto y "pogon" igual a "barba", refiriéndose a los pelos en la columna de las flores.
boissierianus: epíteto otorgado en honor del botánico Pierre Edmond Boissier. 